# غيورغسمارينهوته
غيورغسمارينهوته (بالألمانية: Georgsmarienhütte) هي بلدة ألمانية تقع في ألمانيا في سكسونيا السفلى.[بحاجة لمصدر] يقدر عدد سكانها بـ 32,505 نسمة .

## المدن التوأمة
مدن إيمين (هولندا)، رامات هاشارون، كلودزكو، رماغن، Saint-Macaire-en-Mauges و بورنموث هي مدن توأمة لـغيورغسمارينهوته.

## أعلام
- كريستين آدامز
- سوزان ألبرز